# جورجو پاپی
جورجو پاپی (ایتالیایی: Giorgio Papi؛ ۱۹۱۷ – ۲۰۰۲) تهیه‌کننده فیلم اهل ایتالیا بود.
از فیلم‌هایی که وی در آن‌ها نقش داشته است، می‌توان به شهر وحشی، به خاطر یک مشت دلار، مزاحم، اتلو، جادوی سیاه و چهار قدم در ابرها اشاره نمود.